# Tycherus brunneus
Tycherus brunneus är en stekelart som först beskrevs av Kiss 1924.  Tycherus brunneus ingår i släktet Tycherus och familjen brokparasitsteklar. Inga underarter finns listade i Catalogue of Life.